# Castillo de Somet
El castillo de Somet o de Somed, en el municipio zaragozano de Carenas , es una zona arqueológica situada en lo alto de un cerro, al que le dio nombre a 800 metros de altitud en la confluencia de los valles de los ríos Piedra, Mesa y Ortiz y llegó a ser una de las más importantes fortalezas de la zona de Calatayud. Al pie del cerro se encontraba el pueblo del mismo nombre. Se cita por primera vez en el año 829.
La fortaleza se componía de una plataforma inferior, donde se refugiaba la población en caso de guerra; una segunda plataforma flanqueada por una torre y la plataforma superior con la torre del homenaje, la torre de la enseña y el patio de armas.
Está catalogado como zona arqueológica.
En la actualidad está rodeado por el pantano de la Tranquera.

## Catalogación
El castillo de Somet está inscrito en el Registro Aragonés de Bienes de Interés Cultural al estar incluido dentro de la relación de castillos considerados Bienes de Interés Cultural, en el apartado de zona arqueológica, en virtud de lo dispuesto en la disposición adicional segunda de la Ley 3/1999, de 10 de marzo, del Patrimonio Cultural Aragonés. Este listado fue publicado en el Boletín Oficial de Aragón del 22 de mayo de 2006.

## Enlaces de interés
- Castillo de Somet en CastillosNet.

- Datos: Q28662709